# لاگی
لاگی (به ایتالیایی: Laghi) یک کومونه در ایتالیا است که در استان ویچنزا واقع شده‌است. لاگی ۲۲٫۲۲ کیلومتر مربع مساحت و ۱۳۱ نفر جمعیت دارد و ۵۷۰ متر بالاتر از سطح دریا واقع شده‌است.